# Peter Jandrisevits
Peter Jandrisevits (* 22. Februar 1879 in Sulz; † 8. Juni 1938 in Schandorf) war ein österreichischer Geistlicher und Politiker. Jandrisevits war zwischen 1923 und 1927 Abgeordneter zum Burgenländischen Landtag.

## Leben
Jandrisevits wurde als Sohn des Lehrers Michael Jandrisevits aus Sulz geboren. Er wuchs in einer burgenland-kroatischen Familie auf und studierte in Szombathely Theologie. Er empfing am 28. Juni 1903 die Priesterweihe und war zwischen 1903 und 1905 Kaplan in Stadtschlaining sowie im Anschluss bis 1906 in Rechnitz. Zudem unterrichtete Jandrisevits an der Mädchen-Bürgerschule. Jandrisevits war zwischen dem 12. November 1906 und dem 15. Juni 1924 Administrator bzw. Pfarrer von Stinatz, danach vom 15. Juni 1924 bis zu seinem Tod Pfarrer in Schandorf. 
Jandrisevits war von 1916 bis 1918 Militärvikar in Novi Pazar bzw. Belgrad und war ein vom Bundeskanzleramt bestellter Archivalienpfleger. Er veröffentlichte zahlreiche Artikel in ungarischen, kroatischen und deutschen Zeitungen und verfasste eine Monographie über den Markt Rechnitz bzw. eine Chronik der Gemeinde Schandorf. Zudem war er der Verfasser der ersten (ungedruckten) Urkundensammlung des Burgenlandes.

## Politik
Zwischen dem 13. November 1923 und dem 20. Mai 1927 vertrat Jandrisevits die Christlichsoziale Partei im Burgenländischen Landtag.